# Bällsta
Bällsta est un quartier du district de Bromma à Stockholm en Suède.

## Description
Bällsta est un des quartier de Västerort. 
Bällsta est limitrophe des quartiers de Sundby, Bromsten, Mariehäll, Riksby, Bromma Kyrka et Eneby. 
Le quartier a une superficie de 1,33 kilomètres carrés. 
Bällsta est connu, entre autres, pour l'hippodrome de Solvalla.

## Histoire
Bällsta Villastad a été créée grâce à un premier partage de propriété de la ferme Bällsta en 1905-1908. 
Cela a eu lieu sur une initiative privée et il a fallu attendre 1938 avant que la ville de Stockholm n'achète la partie restante de la propriété. 
La zone a ensuite été aménagée en petite zone de chalets.
Les bâtiments sont aujourd'hui majoritairement des petites maisons en bois situées dans une cité-jardin construite dans les années 1940. À Bällsta, environ 200 chalets ont été bâtis par auto-construction sous les auspices de la ville, ce qui signifie que les propriétaires de chalets ont construit eux-mêmes leurs chalets. Le matériel et les instructions ont été fournis par la petite agence de chalets de la ville de Stockholm. Il y a aussi 20 chalets vendus prêts à habiter.
Les maisons sont régulièrement bâties le long de la rue. 
Le plan de la ville est strict, avec de longues rues droites. Le matériau de la façade est constitué de panneaux de bois avec une bande de couverture et les toits étaient à l'origine en tuiles d'argile rouge. 
Les jardins et les plantations le long des rues sont des éléments importants de l’environnement.
Les parcelles faisant moins de 1000 m² n'ont pas été loties et le quartier a donc conservé son caractère.
Dans le plan général de Stockholm, Bällsta est reconnue comme un environnement culturel précieux.
Le quartier a été formé en 1932, mais sa taille a été réduite quelques années plus tard lorsque la partie sud non construite adjacente à l'aéroport de Stockholm-Bromma nouvellement construit a été transférée au quartier de Riksby.

## Galerie

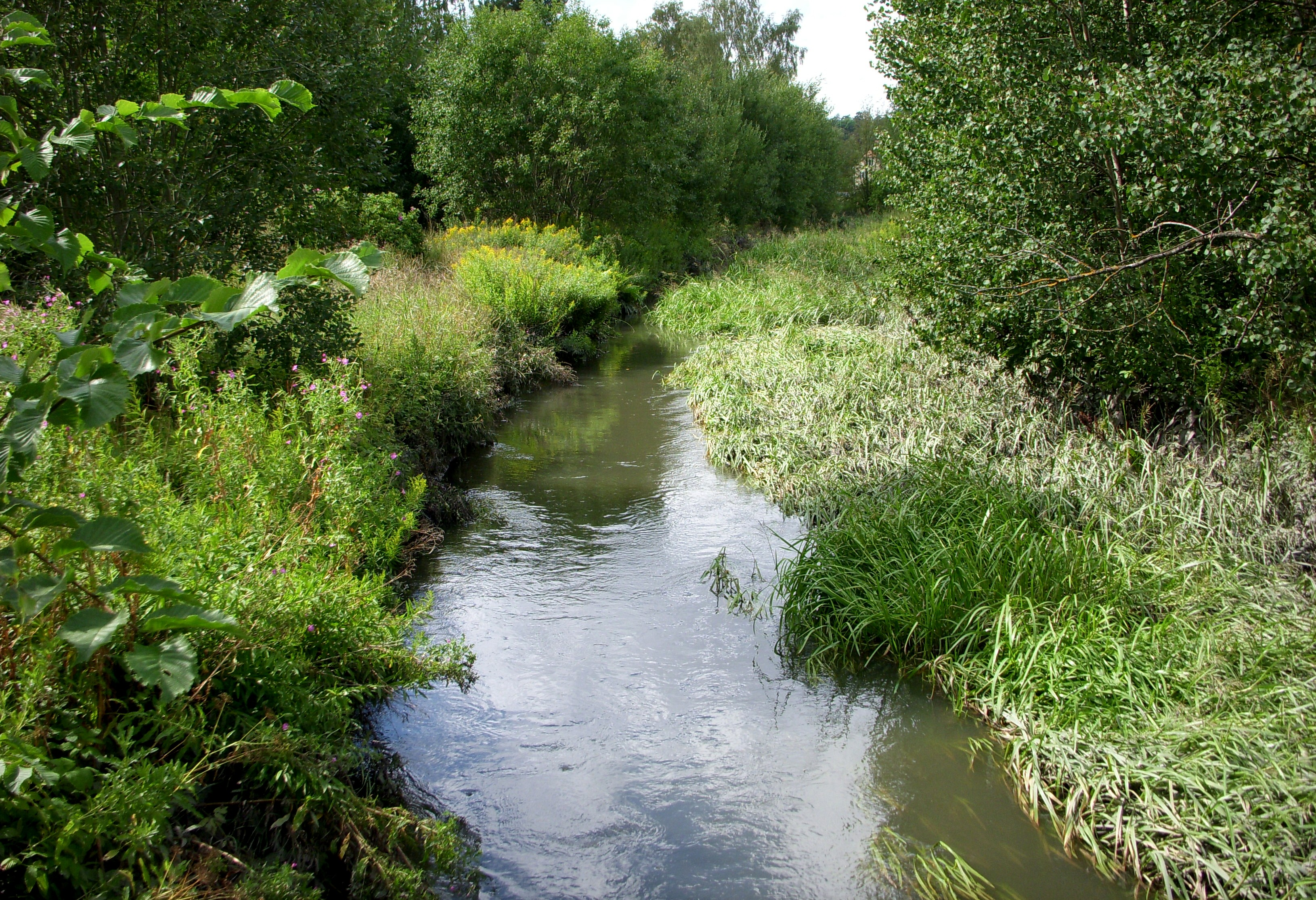
Le cours d'eau Bällstaån.
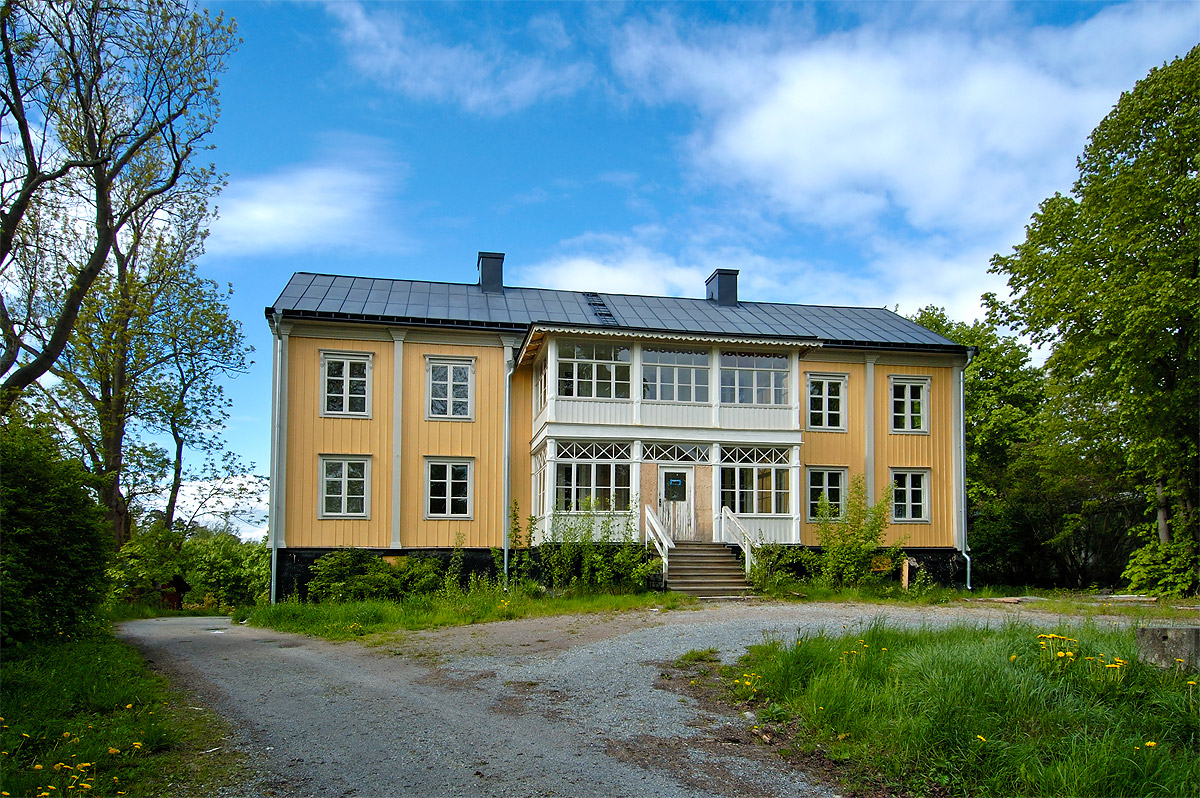
Bällsta gård.
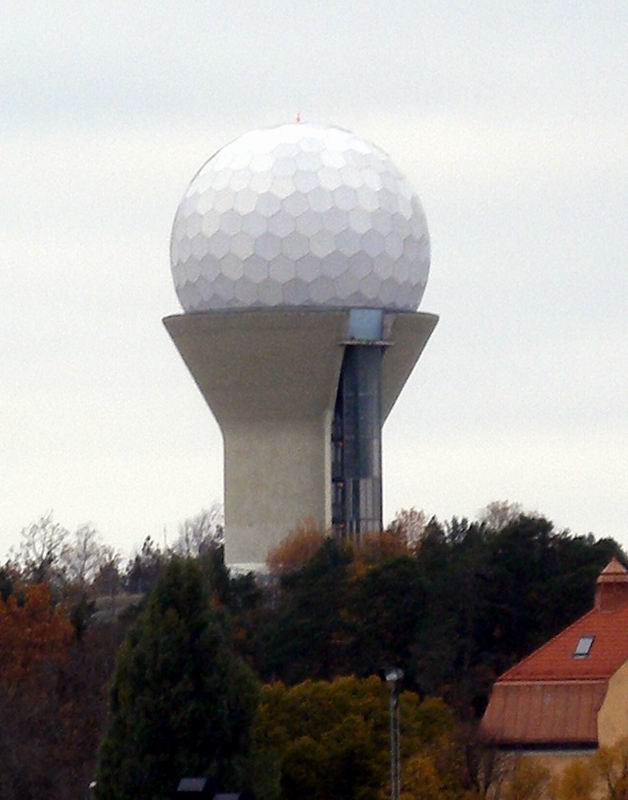
Tour du radar de l'aéroport.
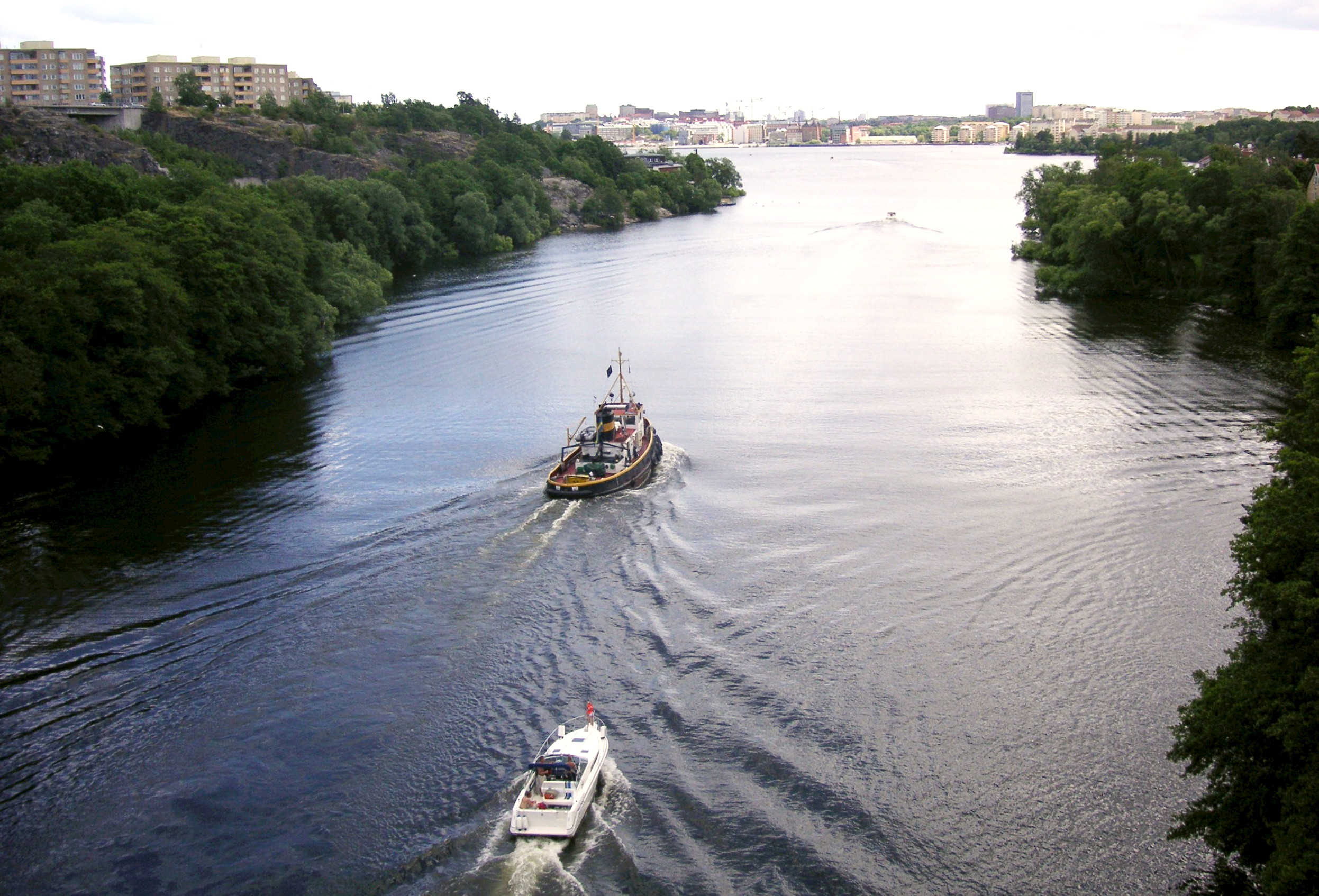
Ulvsundasjön.

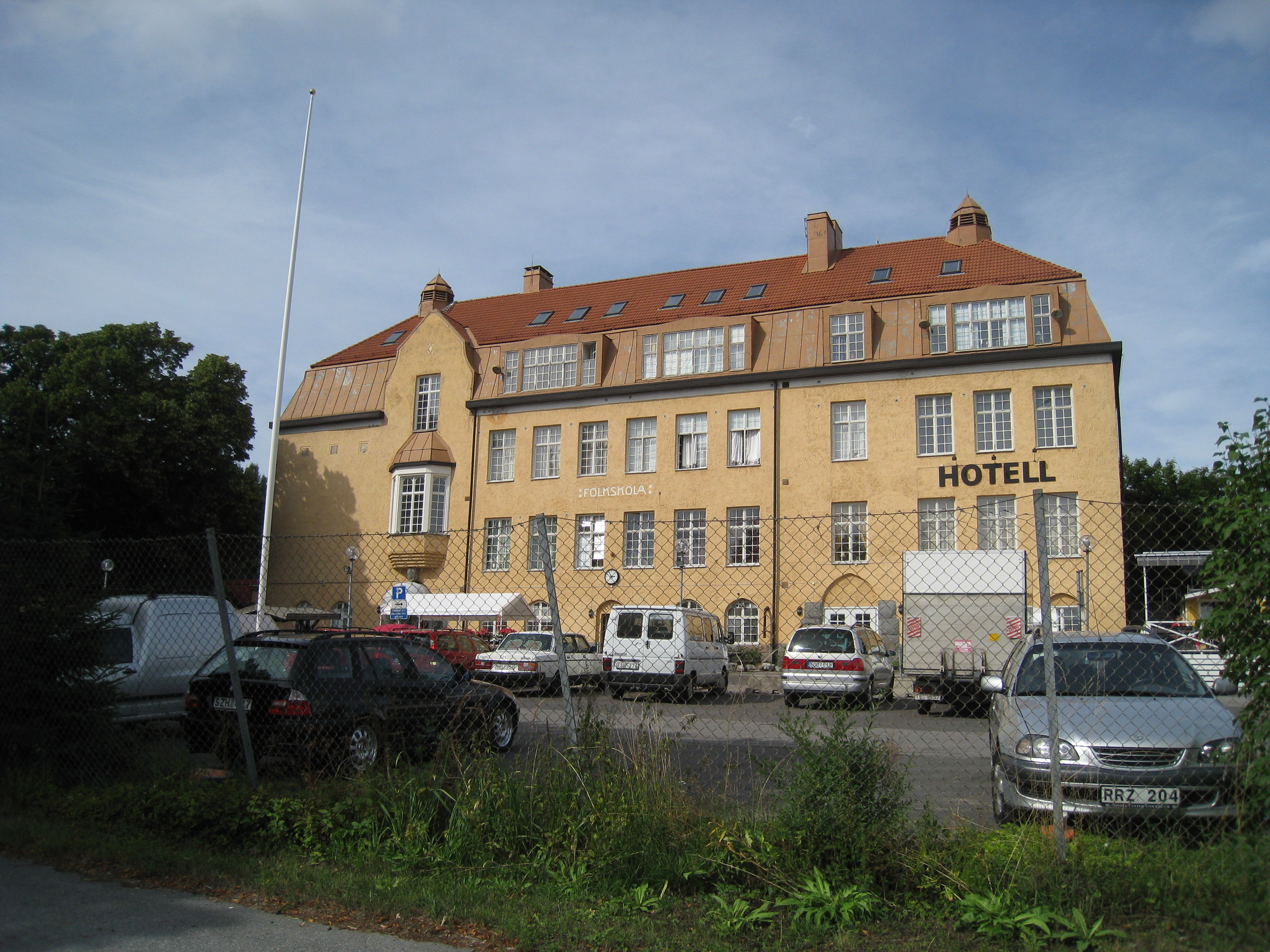
Bällstalundsskolan.
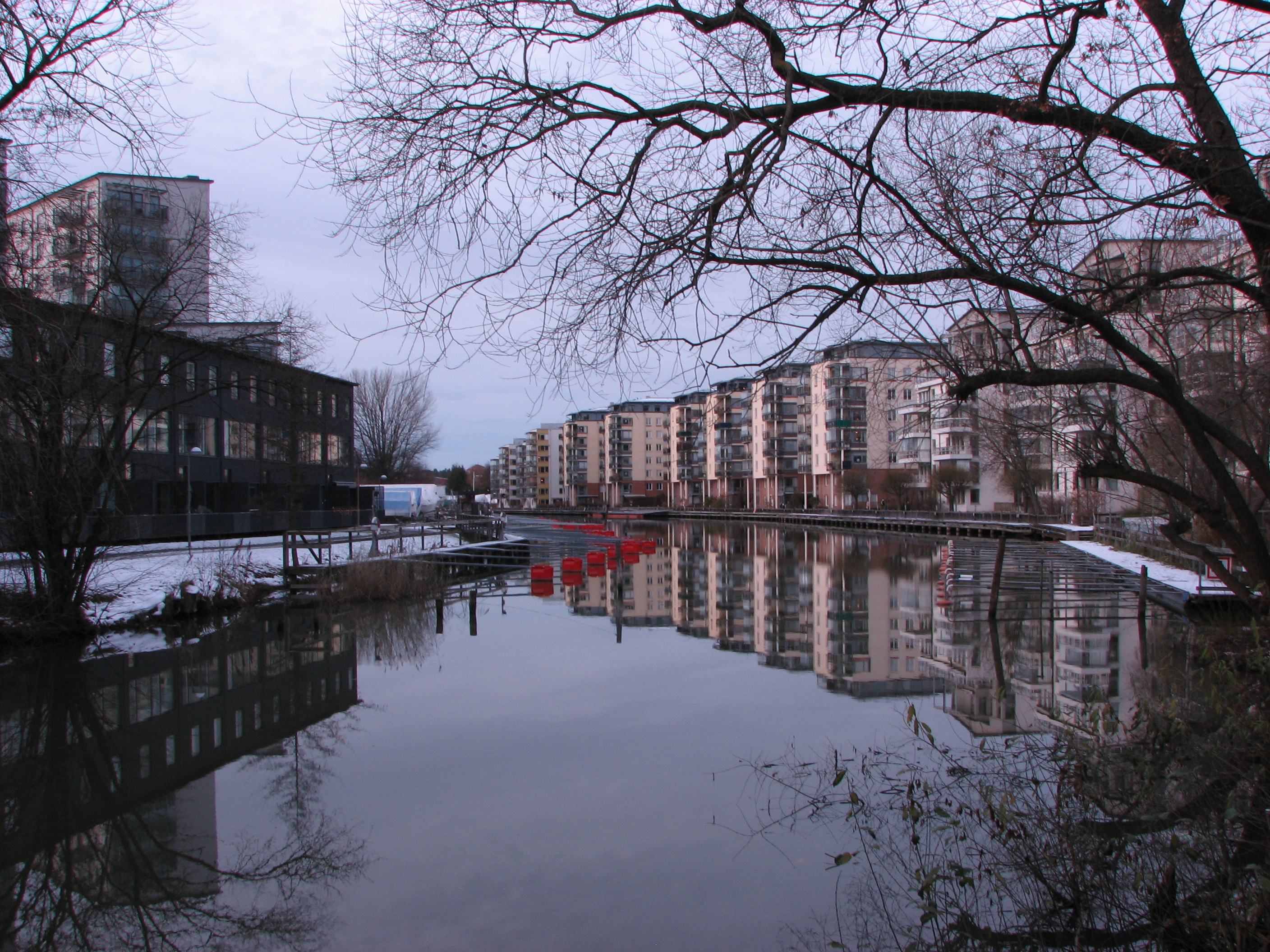
Ballstaviken.
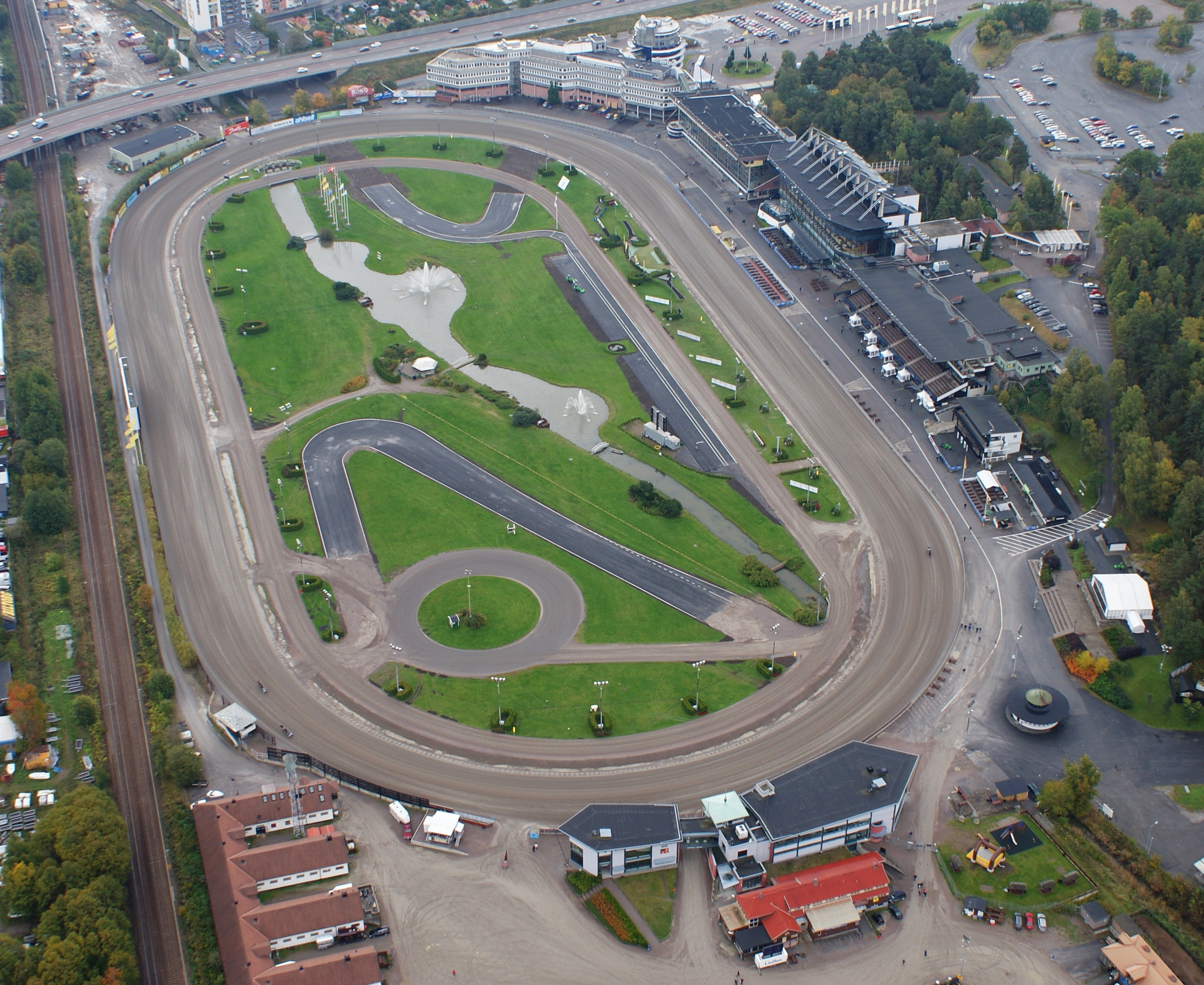
Hippodrome de Solvalla.